# Tim Williams (baloncestista)
Timothy Adonis "Tim" Williams II (Chicago, Illinois, 6 de noviembre de 1993) es un baloncestista estadounidense que pertenece a la plantilla del Bornova Belediye de la TBL, el segundo nivel del baloncesto turco. Con 2,03 metros de estatura, juega en la posición de alero.

## Trayectoria deportiva

### Universidad
Jugó dos temporadas con los Bulldogs de la Universidad de Samford, en las que promedió 15,9 puntos, 7,2 rebotes, 1,3 robos de balón y 1,2 tapones por partido. En su primera temporada fue elegido freshman del año de la Southern Conference, mientras que al año siguiente fue incluido en el mejor quinteto de la conferencia.
En 2014 fue transferido a los Lobos de la Universidad de Nuevo México, donde, tras cumplir el año de parón que impone la NCAA en las transferencias de jugadores, disputó dos temporadas más, en las que promedió 17,1 puntos, 7,2 rebotes y 1,2 asistencias por partido. Fue incluido en su primera temporada en el mejor quinteto de la Mountain West Conference y en el segundo en 2017.

### Profesional
Tras no ser elegido en el Draft de la NBA de 2017, firmó su primer contrato profesional en octubre con el Joensuun Kataja de la Korisliiga finesa. Promedió 14,6 puntos y 6,6 rebotes por partido. En febrero de 2018 fue enviado al también equipo finlandés del KTP-Basket a cambio de Kenneth Simms. Allí acabó la temporada promediando 15,4 puntos y 6,6 rebotes por encuentro.
En enero de 2019, ya con la temporada empezada, fichó por el Leicester Riders de la BBL inglesa, donde ayudó a conseguir el título de liga promediando 16,4 puntos y 6,1 rebotes.
En julio de 2019 volvió a cambiar de liga, para fichar por los Lugano Tigers de la LNBA, el primer nivel del baloncesto suizo. Hasta el parón por el coronavirus promedió 17,9 puntos y 6,7 rebotes por encuentro.